# Viðoy
Viðoy (dán.: Viderø, isl.: Viðey, čes.: zalesněný ostrov) je nejsevernější Faerský ostrov. Má rozlohu 40,4 km² a 605 obyvatel.

## Geografie

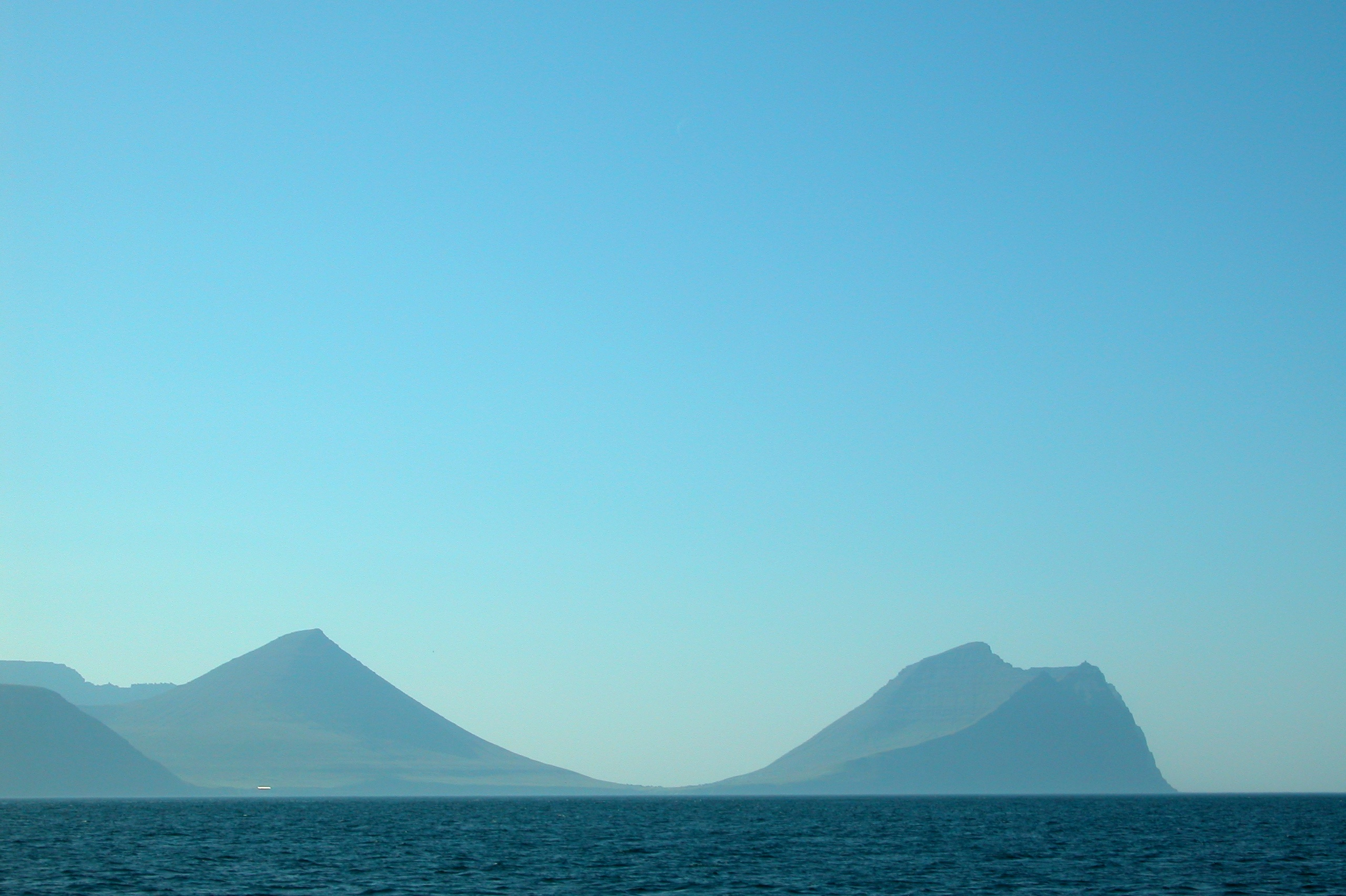
Nejvyšší hora ostrova Villingadalsfjall vlevo, skály Enniberg vpravo

Ostrov leží mezi ostrovy Borðoy na jihozápadě, Svínoy a Fugloy na východě. Je zde 11 hor, z toho nejvyšší Villingadalsfjall měřící 841 m. Na severním pobřeží ostrova jsou nejstrmější skály v Evropě Enniberg, které jsou 754 metrů vysoké.
Na ostrově jsou dvě osady: Hvannasund na jihozápadním pobřeží s 432 obyvateli a Viðareiði na severozápadním pobřeží s 347 obyvateli. Viðareiði je nejsevernější osada na Faerech. Z ostrova do Klaksvíku je možno se dostat autobusem nebo autem přes most.
Název do češtiny znamená zalesněný ostrov, přitom na ostrově nerostou stromy, je to kvůli dříví na pobřeží ze Sibiře a Severní Ameriky.